# Gintersdorfer/Klaßen
Gintersdorfer/Klassen est un groupe de théâtre franco-allemand fondé en 2005. Avec leur art, ils oscillent entre théâtre et danse, club et théâtre, aux influences d'Afrique et d'Europe.

## Historique
Le groupe a été fondé en 2005 par Monika Gintersdorfer. Elle est la fille de parents autrichiens (1967 à Lima, Pérou), a étudié l'allemand et le théâtre, le cinéma et la télévision à Cologne et la réalisation à Hambourg. Elle travaille avec Knut Klaßen (1967, Münster ) depuis 2005. Klaßen a étudié les beaux-arts à l'Université des beaux-arts de Hambourg et travaille dans les domaines du cinéma, de la photographie et du théâtre,. Depuis 2005, Gintersdorfer/Klaßen collaborent avec des artistes ivoiriens, notamment avec Franck Edmond Yao (Abidjan, Côte d'Ivoire), qui a publié un album dans le style du Coupé Decalé sous le pseudonyme Gadoukou La Star. Les autres musiciens avec lesquels Gintersdorfer/Klaßen ont travaillé sont Ted Gaier, Melisse Logan de Chicks on Speed et Gob Squad.

## Citations
« In unserer künstlerischen Arbeit sprechen wir von den Schwarzen und den Weißen, höchst unkorrekt und unpräzise, aber deswegen oft nah an dem Denken, das die Wirklichkeit bestimmt, die unkorrekt und unpräzise ist. Wir denken in zwei Systemen und machen Aufführungen, die von europäischem und afrikanischem Publikum mit tausend Missverständnissen gemocht und gehasst werden. Nicht relativieren, nicht aufklären, nicht ironisieren, sondern insistieren, bis es lebt! »

— Monika Gintersdorfer

« Mit performativen transkontinentalen Sichtlinien zwischen Europa und Afrika, die weit mehr kreuzen als Kultur, geschweige denn lediglich von Tanz handeln, hat das Duo Gintersdorfer/Klaßen die Grenzen des Tanztheaters gesprengt. Die Regisseurin Monika Gintersdorfer, der im März 2016 der Caroline-Neuber-Preis der Stadt Leipzig verliehen wird, und der bildende Künstler Knut Klaßen arbeiten mit ihrem ivorisch-deutschen Ensemble diskursiv, mit so klugem wie subversivem Witz, unterwandern Stereotype, stellen Übersetzungsfragen. »

— Andreas Schnell

## Travaux
Apparitions de Gintersdorfer/Klaßen : Kampnagel à Hambourg, Hebbel am Ufer à Berlin, Theater in the pump house, Münster, Theater Bremen, Koninklijke Vlaamse Schouwburg à Bruxelles, Forum Freies Theater Düsseldorf, Sophiensæle Berlin, Schauspiel Köln, Ringlokschuppen Mülheim, Deutsches Theater (Berlin). Gintersdorfer/Klassen collabore souvent avec le KVS Bruxelles à Kinshasa.
En 2010, ils organisent le festival "Rue Princesse" à Abidjan, Berlin et Hambourg. En 2011, ils ont fait une tournée en Afrique de l'Ouest avec leur série Logobi. En 2017, Gintersdorfer/Klassen a participé à la sculpture avec le projet théâtral « Kabuki Noir Münster » Projets à Munster.

## Récompenses (sélection)
- 2009 : Lauréat Impulse Festival pour "Othello c'est qui" [7]
- 2010 : Prix d'avancement George Tabori
- 2010 : Compagnie de danse de l'année [8]

## Publication
- Gintersdorfer/Klassen – L'élégance n'est pas un crime. Théâtre postdramatique en portraits. Edité par Kathrin Tiedemann. Alexander Verlag Berlin, 2020  (ISBN 978-3-89581-523-2) .